# San José Alto
San José Alto ist eine Ortschaft im Departamento La Paz im Hochland des südamerikanischen Anden-Staates Bolivien.

## Lage im Nahraum
San José Alto ist größte Gemeinde im Municipio Papel Pampa in der Provinz Gualberto Villarroel. San José Alto liegt auf einer Höhe von 3738 m in einem ausgedehnten Hügelland direkt westlich des nord-südlich ausgerichteten Höhenrückens Serranía de Huayllamarca, der hier bis auf über 4.500 m ansteigt. 

## Geographie
San José Alto liegt auf dem bolivianischen Altiplano zwischen den Anden-Gebirgsketten der Cordillera Occidental im Westen und der Cordillera Central im Osten.
Der mittlere Jahresniederschlag beträgt etwa 330 mm und fällt zu 80 Prozent in den Monaten Dezember bis März (siehe Klimadiagramm Huayllamarca). Die Jahresdurchschnittstemperatur liegt bei knapp +8 °C, die monatlichen Durchschnittswerte schwanken zwischen +4 °C im Juni/Juli und etwa +10 °C von November bis März.

## Verkehrsnetz
San José Alto liegt in einer Entfernung von 230 Straßenkilometern südlich von La Paz, der Hauptstadt des gleichnamigen Departamentos.
Von La Paz aus führt die asphaltierte Nationalstraße Ruta 2 bis El Alto, von dort die Ruta 1 in südlicher Richtung als Asphaltstraße nach Patacamaya und erreicht nach insgesamt 170 Kilometern Panduro. Von dort aus führt eine unbefestigte Piste sechzehn Kilometer nach Südwesten bis Eucaliptus, erreicht nach weiteren 36 Kilometern den zentralen Ort Papel Pampa und führt über weitere acht Kilometer in nordöstlicher Richtung nach San José Alto.

## Bevölkerung
Die Einwohnerzahl der Ortschaft ist im vergangenen Jahrzehnt um etwa ein Fünftel zurückgegangen: 
| Jahr | Einwohner   | Quelle       |
| ---- | ----------- | ------------ |
| 1992 | keine Daten | Volkszählung |
| 2001 | 247         | Volkszählung |
| 2012 | 195         | Volkszählung |
| 2024 |             | Volkszählung |

Die Region weist einen hohen Anteil an Aymara-Bevölkerung auf, im Municipio Papel Pampa sprechen 94,5 Prozent der Bevölkerung die Aymara-Sprache.